# Henryk Gumol
Henryk Marian Gumol (ur. 15 lipca 1897 w Haliczu, zm. 7 lutego 1916 pod Optową) – sierżant Legionów Polskich, działacz niepodległościowy, kawaler Orderu Virtuti Militari.

## Życiorys
Urodził się 15 lipca 1897 w Haliczu, w rodzinie Ignacego i Michaliny z domu Osika. Od 1908 uczęszczał do c. k. Wyższej Szkoły Realnej w Stanisławowie. W roku szkolnym 1913/1914 zakończył naukę w klasie Vb. W tym czasie należał do skautingu oraz XXIV Polskiej Drużyny Strzeleckiej w Stanisławowie.
1 października 1914 wstąpił do Legionów Polskich i został przydzielony do 13. kompanii IV batalionu 3 pułku piechoty. Od 21 maja do 22 lipca 1915 był frekwentantem III kursu Szkoły Podchorążych Legionów Polskich. Egzamin zdał z „postępem dobrym” i 27 lipca 1915 został mianowany aspirantem oficerskim z oznakami sierżanta i poborami plutonowego oraz przydzielony do Batalionu Uzupełniającego Nr I. Wkrótce został przeniesiony do 11. kompanii III batalionu 6 pułku piechoty na stanowisko dowódcy plutonu. Poległ 7 lutego 1916 pod Optową. Został pochowany na miejscowym cmentarzu żołnierzy 6 pp. Był kawalerem, dzieci nie miał.
Generał podporucznik Mieczysław Norwid-Neugebauer we wniosku na odznaczenie Orderem Virtuti Militari napisał:

bierze wybitny udział w całej ofensywie wołyńskiej w r. 1915, w bitwach pod Kuklami, Kopnem i Kamieniuchą jako dowódca plutonu w 11-ej komp., prowadzi swój pluton zawsze z pełną ofiarnością i poświęcenia się dzielnością. W bitwie pod Kuklami na czele plutonu wpada do okopów nieprzyjacielskich i mimo strat nie wycofuje się, broniąc zajętego stanowiska do ostatniej chwili, pozwalając reszcie kompanii do przeprowadzenia dalszego skutecznego ataku. Pod Optową zajęty umacnianiem pozycji ginie natknąwszy się na miny.

## Ordery i odznaczenia
Polskie ordery i odznaki otrzymał pośmiertnie.
- Krzyż Srebrny Orderu Wojskowego Virtuti Militari nr 6380 – 17 maja 1922[20][21][22][23][24]
- Krzyż Niepodległości – 6 czerwca 1931 „za pracę w dziele odzyskania niepodległości”[25][6][26]
- Krzyż Pamiątkowy 6 pułku piechoty Legionów Polskich[27]
- Srebrny Medal Waleczności 2. klasy[28]